# ديبكة
ديبكة هي قرية تتبع قضاء مخمور في محافظة أربيل وتدار من قبل محافظة نينوى في شمال العراق.
سيسر تنظيم داعش عليها لفترة، لكنها لاحقا استقبلت مخيمات للنازحين من محافظة نينوى.